# Квінсі (Вашингтон)
Квінсі (англ. Quincy) — місто (англ. city) в США, в окрузі Грант штату Вашингтон. Населення — 7543 особи (2020).

## Географія
Квінсі розташоване за координатами 47°14′3″ пн. ш. 119°51′3″ зх. д. / 47.23417° пн. ш. 119.85083° зх. д. (47.234232, -119.850814).  За даними Бюро перепису населення США в 2010 році місто мало площу 13,07 км², з яких 12,86 км² — суходіл та 0,21 км² — водойми. В 2017 році площа становила 15,50 км², з яких 15,29 км² — суходіл та 0,21 км² — водойми.

### Клімат
| Клімат : Квінсі         | Клімат : Квінсі | Клімат : Квінсі | Клімат : Квінсі | Клімат : Квінсі | Клімат : Квінсі | Клімат : Квінсі | Клімат : Квінсі | Клімат : Квінсі | Клімат : Квінсі | Клімат : Квінсі | Клімат : Квінсі | Клімат : Квінсі | Клімат : Квінсі |
| Показник                | Січ.            | Лют.            | Бер.            | Квіт.           | Трав.           | Черв.           | Лип.            | Серп.           | Вер.            | Жовт.           | Лист.           | Груд.           | Рік             |
| Абсолютний максимум, °C | 17,2            | 22,8            | 25,6            | 33,3            | 37,2            | 41,1            | 42,8            | 41,7            | 37,8            | 31,7            | 23,9            | 17,8            | 42,8            |
| Середній максимум, °C   | 1,2             | 6,1             | 12,3            | 17,6            | 22,5            | 26,3            | 30,8            | 30,1            | 25,4            | 17,3            | 7,6             | 2,1             | 16,6            |
| Середній мінімум, °C    | −7,2            | −3,7            | −0,7            | 2,9             | 7,5             | 11,1            | 14,0            | 13,3            | 8,9             | 2,9             | −1,9            | −5,8            | 3,4             |
| Абсолютний мінімум, °C  | −33,9           | −31,7           | −17,8           | −10             | −5              | 0,6             | 2,2             | 2,8             | −3,3            | −12,8           | −26,1           | −28,3           | −33,9           |
| Норма опадів, мм        | 23              | 19              | 15              | 14              | 17              | 15              | 6               | 7               | 9               | 15              | 28              | 30              | 198             |
| Днів з опадами          | 7               | 5               | 5               | 4               | 4               | 4               | 2               | 2               | 3               | 4               | 7               | 8               | 55,0            |
| ----------------------- | --------------- | --------------- | --------------- | --------------- | --------------- | --------------- | --------------- | --------------- | --------------- | --------------- | --------------- | --------------- | --------------- |
| Джерело:                |                 |                 |                 |                 |                 |                 |                 |                 |                 |                 |                 |                 |                 |

## Демографія
Згідно з переписом 2010 року, у місті мешкало 6750 осіб у 1915 домогосподарствах у складі 1541 родини. Густота населення становила 517 осіб/км².  Було 2020 помешкань (155/км²).
Расовий склад населення:
| - 54,9 % — білих - 0,9 % — корінних американців - 0,7 % — азіатів - 0,4 % — чорних або афроамериканців - 0,2 % — вихідців з тихоокеанських островів - 40,6 % — осіб інших рас |

До двох чи більше рас належало 2,4 %. Частка іспаномовних становила 74,3 % від усіх жителів.
За віковим діапазоном населення розподілялося таким чином: 36,6 % — особи молодші 18 років, 55,1 % — особи у віці 18—64 років, 8,3 % — особи у віці 65 років та старші. Медіана віку мешканця становила 26,2 року. На 100 осіб жіночої статі у місті припадало 102,7 чоловіків;  на 100 жінок у віці від 18 років та старших — 101,2 чоловіків також старших 18 років.
Середній дохід на одне домашнє господарство  становив 49 859 доларів США (медіана — 48 222), а середній дохід на одну сім'ю — 53 823 долари (медіана — 53 264). Медіана доходів становила 30 315 доларів для чоловіків та 23 324 долари для жінок. За межею бідності перебувало 24,6 % осіб, у тому числі 27,8 % дітей у віці до 18 років та 17,8 % осіб у віці 65 років та старших.
Цивільне працевлаштоване населення становило 3131 осіб. Основні галузі зайнятості: сільське господарство, лісництво, риболовля — 27,1 %, освіта, охорона здоров'я та соціальна допомога — 16,3 %, виробництво — 14,7 %.